# Alan Emrich
Alan Emrich (ur. 1 października 1959, zm. 8 stycznia 2025) – amerykański recenzent i twórca gier komputerowych, wprowadził określenie „4X” jako nazwę dla gatunku gier komputerowych. Pracował dla pisma Computer Gaming World i w roku 1993 przy opisie Master of Orion jako pierwszy użył zwrotu 4X – „eXplore, eXpand, eXploit, eXterminate” na określenie gier z tego gatunku. Tworzył i współtworzył również książki-poradniki dla kilku gier komputerowych. Później został zatrudniony jako projektant przy tworzeniu gry Master of Orion III, jednak w 2002 roku opuścił zespół odpowiedzialny za grę. Następnie był profesorem na uczelni Art Institute of California: Orange County, gdzie prowadzłi zajęcia z projektowania gier komputerowych – „Game Design, Prototyping, and Project Management”. Założył również firmę Victory Point Games, zajmującą się wydawaniem gier planszowych.